# Eduard Sigismund Böcking
Eduard Sigismund Böcking (* 24. Mai 1842 in Abentheuer; † 22. Januar 1916 in Köln-Mülheim) war ein deutscher Ingenieur und Unternehmer.

## Leben
Eduard Sigismund Böcking entstammte einer bedeutenden Unternehmerfamilie Südwestdeutschlands. Seine Urgroßväter waren der Großhändler und Bankier Adolf Böcking (1754–1800) und der Eisenindustrielle Friedrich Philipp Stumm (1751–1835). Sein Großvater war der Saarbrücker Bürgermeister Bergrat Heinrich Böcking. Sein Vater Gustav Adolf Böcking (1812–1893) war Leiter der Firma Gebrüder Böcking, zu der die Asbacherhütte, Gräfenbacherhütte und Abentheuerer Hütte gehörten, seine Mutter war Wilhelmine Mayr (1819–1889), eine Tochter des Kaufmanns Johann Sigismund Mayr aus Memmingen. Sein Vetter war der Eisenindustrielle Rudolf Böcking.
Böcking studierte an der Bergakademie Freiberg und an der Bergakademie Berlin Eisenhüttenkunde. In Freiberg schloss er sich 1861 dem Corps Franconia Freiberg an. Erste praktische berufliche Erfahrungen sammelte er bei Cockerill in Seraing.
In Köln-Mülheim gründete er 1876 das Walzwerk Eduard Böcking & Co., das später im Unternehmen Felten & Guilleaume aufging. Hier führte er 1879 im Stahldrahtwalzwerk im Antrieb der Vor- und Fertigstraße Hanfseile statt der bisher üblichen Zahnräder ein. 1882 begann er mit dem Export von Walzdraht in die USA. 1896 errichtete er das erste deutsche kontinuierliche Walzwerk für Handelsdraht.
1886 wurde er in den Aufsichtsrat der Dillinger Hütte berufen. 1896 veranlasste er hier die Errichtung einer Schlackenmühle nach dem Mahlverfahren von Heinrich Albert, mit dem das aus der Thomasschlacke erhaltene Thomasmehl als Phosphatdünger für die Landwirtschaft nutzbar gemacht wurde.

### Familie
Er heiratete 1868 in Krefeld Elise Scheibler (1843–1926), eine Tochter des Seidenwarenfabrikanten Heinrich Scheibler. Das Paar hatte vier Kinder, darunter Gustav Heinrich (1871–1920), der ihm 1913 nachfolgte.